# Schleuse Eibach
Die Schleuse Eibach wurde in der Zeit von Oktober 1971 bis August 1978 im Rahmen des Baues der Bundeswasserstraße Main-Donau-Kanal errichtet. Sie ist als Sparschleuse mit drei Sparbecken westlich der Schleusenkammer ausgeführt und liegt unmittelbar südlich des Hafens Nürnberg.

## Schleuse

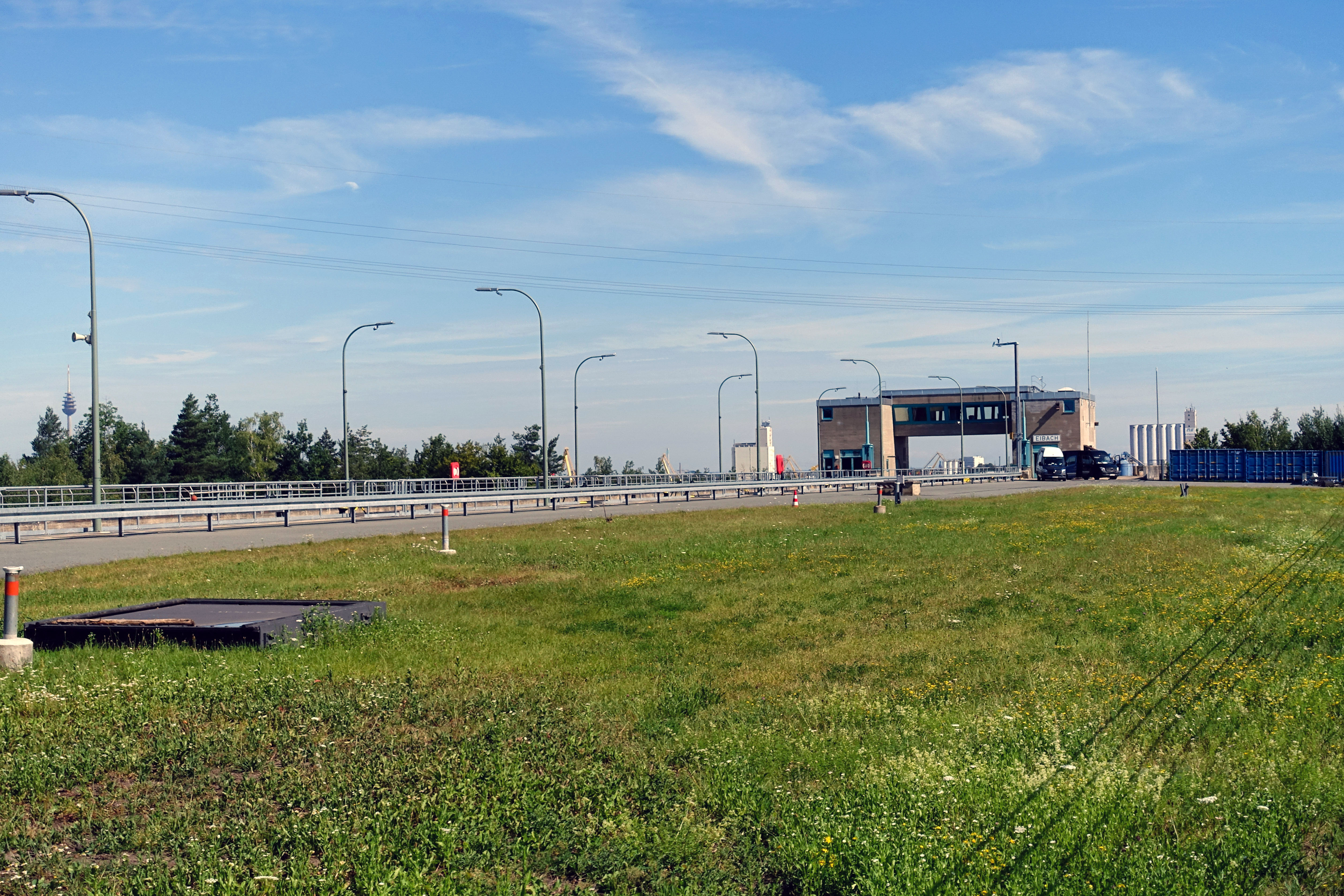
Schleusenkammer

Die Kammer der Einzelschleuse liegt bei Kanal-Kilometer 72,82, hat bei einer Kammerlänge von 200 m eine nutzbare Länge von 190 m und eine Nutzbreite von 12 m.
Das Oberwasser hat eine Höhe von 331,99 m ü. NN, die des Schleusen-Unterwassers liegt bei 312,5 m ü. NN. Die Schleusungs-Fallhöhe beträgt 19,49 Meter.

## Steuerung
Die Schleuse hat einen eigenen Kommandostand, wird aber seit 2007 aus der Revierzentrale der Wasser- und Schifffahrtsverwaltung des Bundes (WSV) in Kriegenbrunn fernbedient. Von dort aus werden auch die Schleusen Nürnberg, Kriegenbrunn und Erlangen ferngesteuert. Ab 2024 soll die Steuerung von zwölf Schleusen aus der Leitzentrale Nürnberg erfolgen, später die aller 16 Kanalschleusen.
Die Schleuse ist, außer bei Betriebsstörungen wie beispielsweise Unfällen, Wartungsarbeiten oder Eisgang, ganzjährig rund um die Uhr betriebsbereit und nachts beleuchtet. Im Ober- und Unterwasser bestehen jeweils Schleusenvorhäfen für die Berufsschifffahrt, Warteplätze mit Sprechstellen für die Freizeitschifffahrt und Slipanlagen für Kleinfahrzeuge. Kleinfahrzeuge werden nur tagsüber und meist zusammen mit der Großschifffahrt abgefertigt. Muskelkraftgetriebene Wasserfahrzeuge werden nicht geschleust; für diese steht an den Slipstellen ein bepfandeter Transportwagen zum händischen Umsetzen bereit.